# Upskirt

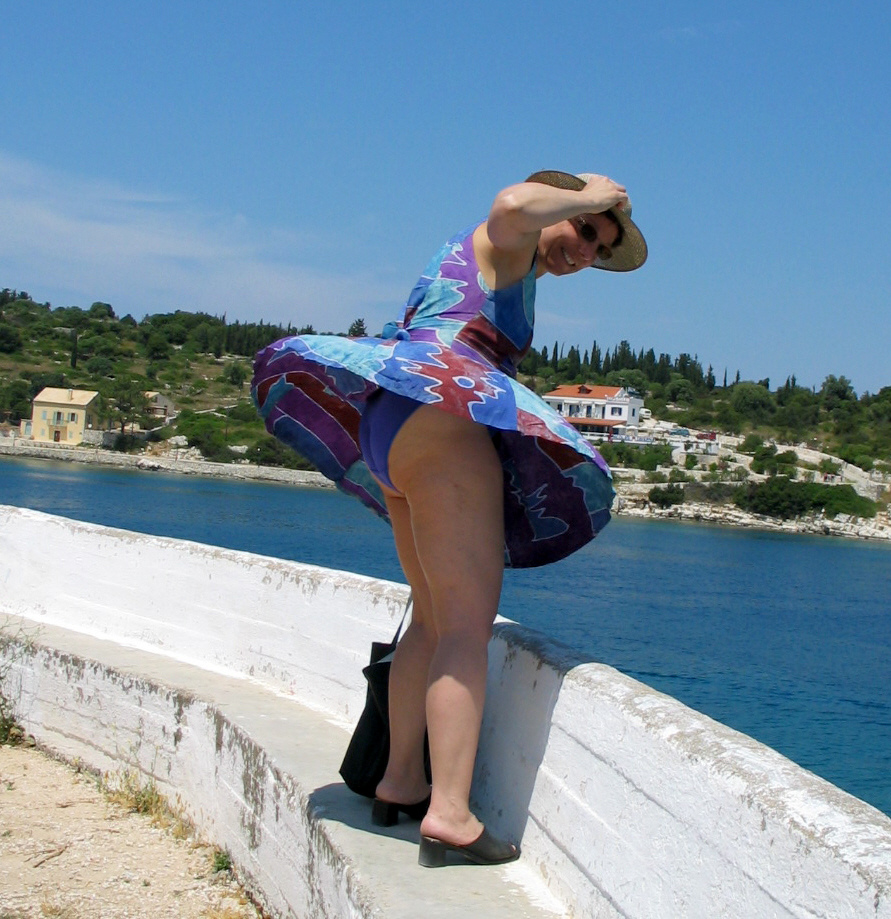
De rok van een vrouw waait omhoog

Een upskirt is een meestal heimelijk genomen foto of film omhoog onder iemands rok. Seksueel opgewonden raken van upskirts is een vorm van seksueel fetisjisme. Een gelijkaardig verschijnsel is een downblouse, een foto of film omlaag in iemands blouse. Upskirts en downblouses worden vaak gedeeld op internet, en soms ook commercieel aangeboden.

## Juridisch
In Nederland is het toegestaan te filmen en fotograferen in de openbare ruimte en volgens uitspraken van rechters geldt dit ook voor upskirts. In 2009 heeft het Openbaar Ministerie onderzocht of een man vervolgd kon worden vanwege aanranding voor het heimelijk filmen onder rokken van vrouwen en het publiceren van de beelden maar er werd geen vervolging ingesteld.
In België is deze praktijk sinds de hervorming van het seksueel strafrecht in 2022 ondubbelzinnig een vorm van verboden voyeurisme. Voorheen was de rechtspraak verdeeld over de strafbaarheid.